# John Randolph
John Randolph, 3.er Conde de Moray (1306 - 17 de octubre de 1346) fue una figura importante en el reinado de David II de Escocia, y fue, durante un tiempo, Regente de Escocia.

## Familia
Fue hijo del famoso Thomas Randolph, 1.er Conde de Moray, un compañero de armas de Robert the Bruce. A la muerte de su hermano mayor, Thomas, en la batalla de Dupplin Moor en 1332, John le sucedió en el mando. Él también tenía una famosa hermana llamada Agnes Randolph, "Black Inés de Dunbar".

## Campañas Militares
De inmediato, se levantaron en armas en nombre de su soberano y su primo, el rey David II, y sorprendió y derrotó a Eduardo Balliol en la batalla de Annan en diciembre de 1332. En la batalla de Halidon Hill, el 19 de julio de 1333, ordenó a la primera división del Ejército de los escoceses, con el apoyo de Lord Andrew Fraser y sus dos hermanos, Simón y Santiago. Cuando se escapó de esa carnicería, se retiró a Francia.

## Regencia
John regresó a Escocia el año siguiente, cuando él y el Mayordomo Mayor de Escocia (el futuro rey Roberto II de Escocia) fueron nombrados regentes conjuntos, y se dedicó a tratar de restablecer el orden en la nación.
Tuvo éxito en tomar prisionero al conde Atholl Comyn, comandante de las fuerzas inglesas en Escocia, pero, en su juramento de fidelidad a la Corona de Escocia fue puesto en libertad. Comyn, sin embargo, hizo caso omiso de su juramento, volvió al campamento inglés, y reanudó sus hostilidades. En agosto de 1335 dirigió un ataque contra el Muir Burgh, cerca de Edimburgo, en contra de un cuerpo de auxiliares de Flandes al servicio inglés, bajo el conde Guy de Namur, y los obligaron a rendirse. Sin embargo, escoltando al conde de las fronteras, cayó en una emboscada y fue hecho prisionero por Guillermo de Pressen, Encargado de Jedburgh.
Él estuvo preso por primera vez en el Castillo de Nottingham, y luego en la Torre de Londres. El 25 de julio de 1340, fue trasladado al Castillo de Windsor. En 1341 fue cambiado por el conde de Salisbury, un prisionero de los franceses, y Moray regresó a Escocia.

## La Última Batalla
En febrero de 1342 invadió Inglaterra con David II de Escocia. En la batalla de Neville's Cross, cerca de Durham, el 17 de octubre de 1346, John, con Douglas, caballero de Liddesdale, al mando del ala derecha del ejército escocés, fue asesinado durante el primer ataque inglés.
Estuvo casado con Eufemia de Ross, pero el matrimonio no tuvo hijos. A su muerte el condado de Moray volvió a la Corona, pero se le dio después a su sobrino.